# 源泰邦

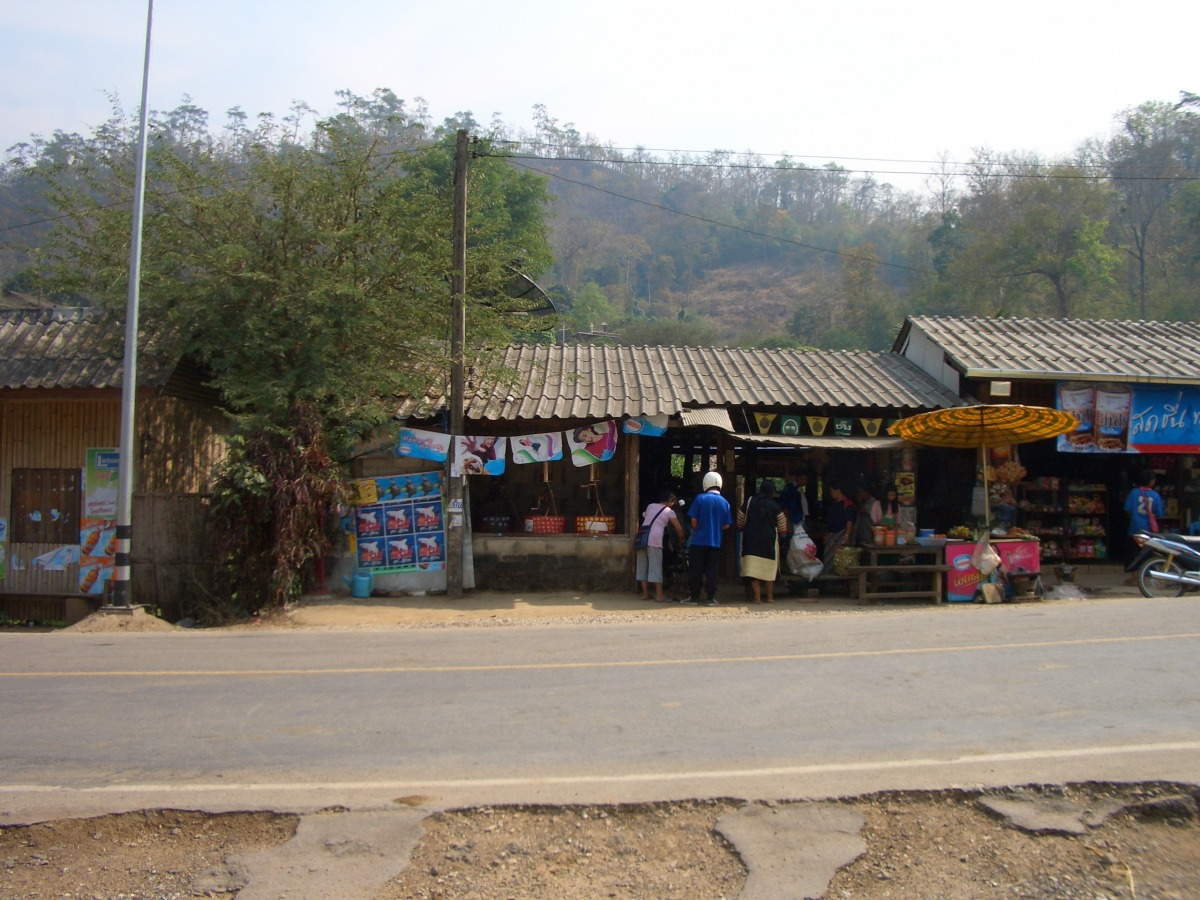
湄宏顺1285号高速公路的北环线，该线路基于1943年建成的原连接源泰邦与泰国其他地方的道路网所修建。

源泰邦是泰国的前行政区，其范围包括日本入侵缅甸后泰国政府吞并的英屬緬甸掸邦东部部分地区。泰国国旗于1941年6月5日在景栋被升起，标志着景栋正式成为泰国新领土的首府。
通过这种吞并，与大日本帝國合作的泰国向北扩展到北緯22度線与中国接壤。景棟是该行政区的首府。
战争结束时，泰国仍然与日本结盟，但美国提出了解决办法。1946年，泰国同意交还在日本帮助下掠夺的领土以换取联合国的承认，因此，所有针对暹罗的战时索赔都被取消，该国还获得了大量的美国援助。然后，掸邦东部的泰国占领区恢复了战前地位，成为缅甸的一部分。

## 地理
该地区境内多山，除了一些小的地区，如景栋的山间盆地。萨尔温江标志着该行政区的西部边境。最北点是边境小镇邦康。
此地区的路很少，大多数人口生活在小山村。居民多为掸族，也有许多拉祜族、阿卡人、佤族以及克伦族（包括克耶族、长颈族）聚居地。